# حادثه ۱۵ مه

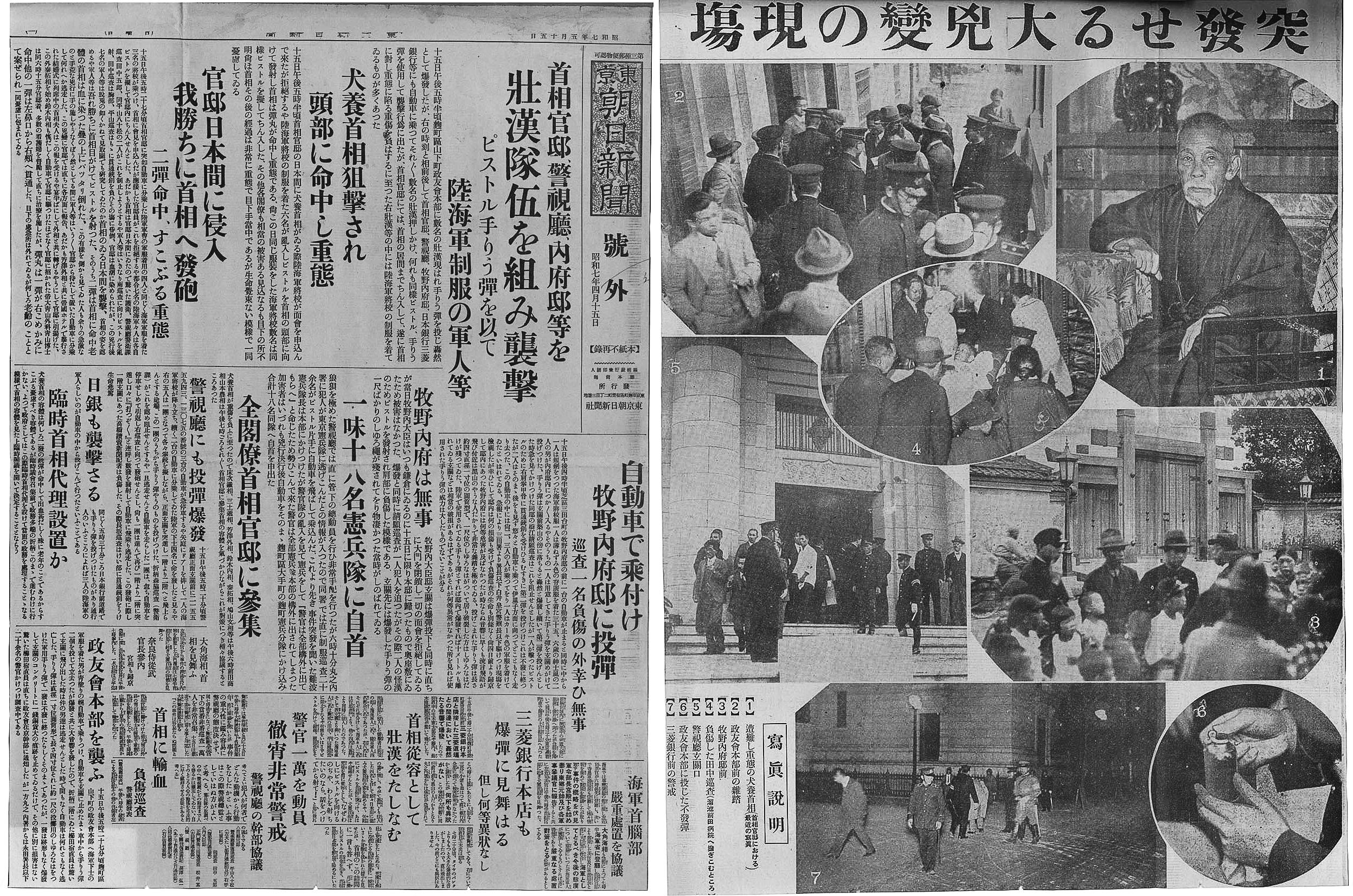
حادثه ۱۵ مه در روزنامه آساهی اوساکا

حادثه ۱۵ مه (به ژاپنی: 五・一五事件, Goichigo Jiken) یک تلاش به انجام کودتا در امپراتوری ژاپن در ۱۵ مه ۱۹۳۲ توسط عناصر ارتجاعی نیروی دریایی امپراتوری ژاپن به کمک کادرهایی در نیروی زمینی امپراتوری ژاپن و بازماندگان غیرنظامی ملی‌گرای لیگ ملی خون (Ketsumei-dan) بود. در این حادثه نخست‌وزیر ژاپن اینوکای تسویوشی توسط ۱۱ افسر جوان نیروی دریایی ترور شد. محاکمه پس از آن و حمایت مردمی منجر به احکام فوق‌العاده سبک برای قاتلان، تقویت قدرت فزاینده نظامی‌گری ژاپن و تضعیف دموکراسی و حاکمیت قانون در امپراتوری ژاپن شد.